# Paulino Cícero de Vasconcelos
Paulino Cícero de Vasconcellos GOMM (São Domingos do Prata, 12 de janeiro de 1937) é um advogado e político brasileiro filiado ao Partido da Social Democracia Brasileira (PSDB). Foi ministro de Minas durante os governos Collor e Itamar Franco. Por Minas Gerais, foi deputado federal durante cinco mandatos, secretário da Educação, Minas e Agricultura durante os governos Francelino Pereira e Itamar Franco e deputado estadual por dois mandatos, além de secretário da Administração da capital Belo Horizonte durante o mandato de Célio de Castro. Foi também prefeito de São Domingos do Prata.

## Biografia
Foi prefeito de São Domingos do Prata, de 1959 a 1963. Foi deputado estadual por dois mandatos e deputado federal em cinco mandatos, pelo estado de Minas Gerais.
Foi ministro de Minas e Energia no governo Itamar Franco, de 8 de outubro de 1992 a 28 de dezembro de 1993. Em agosto de 1993, como ministro, Vasconcellos foi admitido pelo presidente Itamar Franco à Ordem do Mérito Militar no grau de Grande-Oficial especial.
Foi Secretario do Estado de Minas Gerais de Educação, Minas e Energia, Indústria e Comércio, Meio Ambiente e Agricultura. Foi presidente da Usiminas em 1988 e presidente da Associação Brasileira para o Desenvolvimento da Energia Nuclear.